# فرناندو فيرا
فرناندو فيرا (بالإسبانية: Fernando Vera) هو دراج على المضمار تشيلي، ولد في 4 فبراير 1954 في سانتياغو في تشيلي.

## وصلات خارجية
- فرناندو فيرا على موقع أرشيف الدراجات (الإنجليزية)
- فرناندو فيرا على موقع أوليمبيديا (الإنجليزية)